# 널런스 노엘

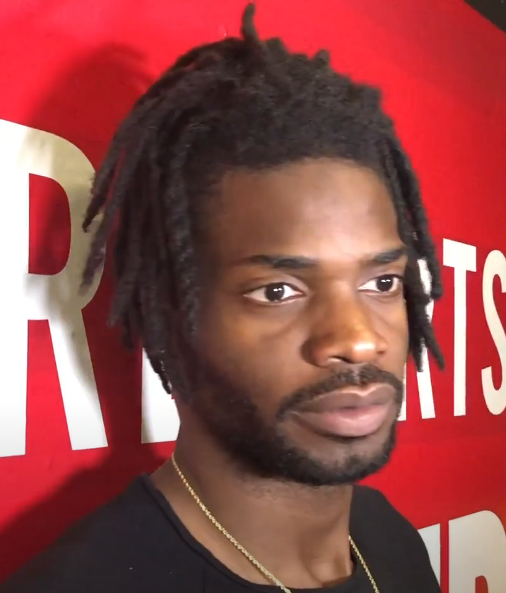

널런스 노엘(Nerlens Noel, 1994년 4월 10일 ~ )은 NBA(전미 농구 협회)의 브루클린 네츠에서 마지막으로 뛰었던 미국 프로 농구 선수이다. 대학 농구 경력은 켄터키 대학교에서 전방 십자 인대가 찢어지면서 첫 시즌에 끝났다. 노엘은 2013년 NBA 드래프트에서 전체 6순위로 뉴올리언스 펠리컨스에 지명되었다. 나중에 필라델피아 세븐티식서스에 거래되었다. 센터 (농구)와 파워 포워드를 맡고 있으며 2012년 고등학교 농구 선수 중 최고의 선수 중 한 명이었다.

## 고등학교 경력
매사추세츠주 몰든 (매사추세츠주)(Malden)의 보스턴 외곽 아이티 이민자 부모에게서 태어난 노엘은 고등학교 첫 2년을 에버렛 고등학교(Everett High School)에서 보냈다. 2학년을 마친 후 그는 뉴햄프셔 주 틸튼에 있는 틸튼 학교로 전학했다. 노엘은 틸턴에서 2학년을 반복하여 2013년 클래스로 재분류되었지만 나중에 2012년 대학 모집 클래스로 다시 재분류되었다. 노엘은 선배 시절 경기당 평균 12.6득점, 7.2리바운드, 3.9블록을 기록했다.
ESPN과 Scout.com에서 2012년 클래스 1위 선수로 평가했으며, SLAM에서는 2위로 평가했다. 노엘은 2012 나이키 훕 서밋과 2012 조던 브랜드 클래식에 출전하도록 선정되었다. 노엘은 고등학교 시절 외에도 미래의 식서스 팀 동료인 마이클 카터-윌리엄스와 같은 팀에서 AAU 농구 경기를 펼쳤다. 고등학교 졸업 직전, 뉴욕 타임스의 한 기사에서는 노엘이 그의 세대 최고의 샷 블로커 중 한 명으로 칭찬을 받았지만, 그는 또한 정제되지 않은 공격 기술을 가지고 있다고 묘사했다.

## 대학생활
여러 엘리트 대학 농구 프로그램 중에서 심의한 후 노엘은 2012년 4월에 NCAA 디비전 I 농구 경기를 하기 위해 켄터키 대학교로 가기로 결정했다. 그는 국영 TV에서 자신의 뒤통수에 깎인 영국 로고를 공개하며 구두로 약속했다. 노엘은 엘리트 슛 블로킹 능력으로 잘 알려져 있었기 때문에 팬들과 언론은 그가 2011-2012 시즌에 켄터키 와일드캣츠를 전국 챔피언십으로 이끌었던 앤서니 데이비스의 자리를 채울 것이라는 높은 기대를 가지고 있었다. NCAA 올해의 국가 선수상을 받았으며 186개로 켄터키와 NCAA 신입생 단일 시즌 블록 기록을 세웠다.
2012년 11월 16일 세 번째 경기에서 그는 라파예트를 상대로 15득점, 7리바운드, 4어시스트, 1블록, 4스틸을 기록했다. 2013년 1월 12일, 켄터키는 텍사스 A&M과의 경기에서 패했지만 노엘은 15득점, 11리바운드, 7블록, 6어시스트, 4스틸을 기록했다.
2013년 1월 29일, 노엘은 16위 올레 미스를 상대로 87-74 팀 승리를 거두며 12개의 블록으로 영국 단일 게임 기록을 세웠다. 노엘이 4개의 개인 파울을 범하는 동안 5개의 블록이 발생했으며 그 중 2개는 거부되었다. 슬램덩크 시도. 영국의 학교 기록은 이전에 9블록으로 1981년 샘 보위(Sam Bowie)가 세웠고 1993년 안드레 리딕(Andre Riddick)이 동점을 이루었다. 올레 미스의 앤디 케네디 감독은 경기 후 기자회견에서 "[노엘] 경기의 차이였다"며 "믿을 수 없을 만큼 수비적인 존재"라고 평가했다. 올레 미스 시니어 포워드 머피 홀로웨이는 노엘이 앤서니 데이비스를 포함하여 "그가 상대한 최고의 슛 블로커"라고 믿고 있다고 덧붙였다.
2013년 2월 12일, 플로리다 게이터스(Florida Gators)와의 경기에서 노엘은 플로리다 레이업을 막은 후 왼쪽 무릎의 전방십자인대가 찢어져 남은 시즌 동안 출전하지 못하게 되었다. 부상을 당하기 전에는 그가 2013년 NBA 드래프트에서 전체 1순위로 지명될 것으로 예상되었다. 부상에도 불구하고 노엘은 2013년 4월 15일 2013년 드래프트 참가를 선언하기로 결정했다.
노엘은 SEC 올해의 신입생, SEC 올해의 수비 선수, SEC 퍼스트 팀, SEC 올 프레시맨 팀 및 SEC 커뮤니티 서비스 팀을 포함하여 많은 상을 받았다. 리그 코치들로부터 All-SEC 1군 영예를 얻은 것 외에도 노엘은 AP(Associated Press)로부터 1군 영예를 얻었고, 4년 연속 영국 선수들이 1군 AP 영예를 얻었다.